# Debout, les yeux ouverts
Albums de Sinsemilia
Sinsé part en live En quête de sens...
Debout, les yeux ouverts est le quatrième album studio de Sinsemilia. Enregistré à Grenoble, il est sorti en octobre 2004.

## Liste des Chansons
1. Bienvenue en Chiraquie
2. Du mal à croire
3. Ca s'régale
4. +2 flics (Hommage au petit Nicolas)
5. Simple d'esprit
6. Non sens
7. Marlène (reprise de Noir Désir)
8. Il part en guerre
9. Né ici
10. La route pour ailleurs
11. De quoi s'plaint-on
12. From loneliness to madness
13. Tout le bonheur du monde